# Vogtei (Naturschutzgebiet)
Koordinaten: 51° 41′ 5″ N, 12° 9′ 41″ O
Die Vogtei ist ein Naturschutzgebiet in den Städten Südliches Anhalt und Zörbig im Landkreis Anhalt-Bitterfeld in Sachsen-Anhalt.
Das Naturschutzgebiet mit dem Kennzeichen NSG 133 ist 76,7 Hektar groß. Es ist teilweise Bestandteil des FFH-Gebietes „Fuhnequellgebiet Vogtei westlich Wolfen“ und vollständig vom Landschaftsschutzgebiet „Fuhneaue“ umgeben. Das Gebiet steht seit dem 1. April 1983 unter Schutz. Zuständige untere Naturschutzbehörde ist der Landkreis Anhalt-Bitterfeld.
Das Naturschutzgebiet liegt im Köthener und Halleschen Ackerland in der Fuhneniederung westlich von Wolfen zwischen den Orten Salzfurtkapelle und Zehbitz. Es stellt eine von Wiesen und Wäldern geprägte Landschaft auf Niedermoorböden im Quellbereich der Fuhne unter Schutz. Daneben sind Ackerflächen in das Naturschutzgebiet einbezogen. Innerhalb des Naturschutzgebietes befinden sich mehrere ehemalige Torfstiche, die mit Wasser vollgelaufen sind und langsam verlanden. Die Biotopstrukturen im Schutzgebiet sind von hoher Bedeutung für Flora und Fauna.
Die Grünlandbereiche werden landwirtschaftlich genutzt und sind überwiegend artenarm. Nur vereinzelt sind noch feuchte Pfeifengras- bzw. Kohldistelwiesen mit Färberscharte, Gelber Wiesenraute, Glänzender Wiesenraute, Wiesensilge und Gewöhnlicher Natternzunge zu finden. In der Fuhneniederung sind Reste des ursprünglichen Erlen-Eschenwaldes erhalten. Daneben breiten sich in der Niederung und auf brachliegenden Wiesen Grauweiden- und Faulbaumgebüsche aus. Südlich der Fuhne stocken auch Erlen-, Pappel- und Birkenwälder.
Besondere Bedeutung kommen den Torfstichgewässern zu, in denen sich eine reiche Verlandungsvegetation entwickelt hat. In diesem Bereich ist Schilfröhricht vorherrschend. Daneben finden sich Rohrkolbenbestände mit Schmal- und Bleitblättrigem Rohrkolben, Binsen-Schneide-Gesellschaften, Teichbinsen-Röhrichte, Rohrglanzgras-Röhrichte, Sumpfseggenriede und Scheinzyperseggenriede. Stellenweise siedelt die Weiße Seerose. In der Fuhne entwickeln sich die Wasserfedergesellschaft.
Das Naturschutzgebiet ist u. a. Lebensraum für Rot- und Schwarzmilan, Rohrweihe, Mäusebussard, Turmfalke, Waldkauz, Waldohreule, Zwergtaucher, Wasserralle, Teichralle, Teichrohrsänger und Beutelmeise. Amphibien und Reptilien sind u. a. durch Grasfrosch, Moorfrosch, Teichfrosch, Seefrosch, Wechselkröte, Erdkröte, Teichmolch und Ringelnatter vertreten.
Das Naturschutzgebiet grenzt überwiegend an landwirtschaftliche Nutzflächen. Die Niedermoorbereiche entwässern über die Fuhne nach Osten zur Mulde bzw. nach Westen zur Saale.